# کوین واندریشه
کوین واندریشه (انگلیسی: Kévin Vandendriessche؛ زادهٔ ۷ اوت ۱۹۸۹) بازیکن فوتبال اهل فرانسه است که در پست هافبک بازی می‌کند.
از باشگاه‌هایی که در آن بازی کرده‌است می‌توان به باشگاه فوتبال گنگام و باشگاه فوتبال اوستنده اشاره کرد.